# Laringofaringe
La laringofaringe o hipofaringe es la porción más baja de la faringe y la región anatómica que comunica la garganta con el esófago. De modo que en la laringofaringe desembocan dos tubos anatómicos, la laringe hacia anterior y el esófago hacia posterior.

## Límites
La laringofaringe se comunica con la nasofaringe a través de un agujero delimitado por el pilar posterior y borde libre del velo del paladar. El borde inferior de la laringofaringe se continúa con el borde superior de la laringe y el orificio del esófago por un pliegue de mucosa.
En el borde inferior de la faringe, pasado la laringe, encontramos los recesos (o senos) piriformes en la pared anterior, unas invaginaciones de la laringe a cada lado útiles para dirigir el alimento y líquidos hacia el esófago y no la vía aérea.

## Importancia clínica
La exploración de la laringofaringe se logra con ayuda de un laringoscopio o por esofagoscopia. Se puede visualizar la región con el uso de un espejillo apoyado sobre el velo del paladar halando la lengua fuera de la boca. Por lo general se desea examinar la configuración de los senos piriformes. Para recorrer la laringofaringe y penetrar la laringe se usa un fibroscopio flexible con anestesia tópica.
Los recesos piriformes, debido a su forma de bolsa son propensos a almacenar cuerpos extraños, además de ser un lugar habitual para tumores de cabeza y cuello.